# Studinka, Kaluș
Studinka (în ucraineană Студінка) este localitatea de reședință a comunei Studinka din raionul Kaluș, regiunea Ivano-Frankivsk, Ucraina.

## Demografie
Componența lingvistică a localității Studinka
     Ucraineană (99,76%)
     Alte limbi (0,24%)
Conform recensământului din 2001, majoritatea populației localității Studinka era vorbitoare de ucraineană (99,76%), existând în minoritate și vorbitori de alte limbi.